# Eric Fonoimoana
Eric V. Fonoimoana, född 7 juni 1969 i Manhattan Beach i Kalifornien, är en amerikansk beachvolleybollspelare.
Fonoimoana blev olympisk guldmedaljör i beachvolleyboll vid sommarspelen 2000 i Sydney.